# Whiteïta-(CaMnFe)
La whiteïta-(CaMnFe) és un mineral de la classe dels fosfats que pertany al subgrup de la whiteïta.

## Característiques
La whiteïta-(CaMnFe) és un fosfat de fórmula química CaMnFe₂Al₂(PO₄)₄(OH)₂(H₂O)₈. Va ser aprovada com a espècie vàlida per l'Associació Mineralògica Internacional l'any 2022, sent publicada en el mes de febrer de 2023. Cristal·litza en el sistema monoclínic.
L'exemplar que va servir per a determinar l'espècie, el que es coneix com a material tipus, es troba conservat al Museu de Mineralogia de Múnic, Alemanya, amb el número de registre: msm 38031.

## Formació i jaciments
Va ser descoberta a la pegmatita Hagendorf South, situada a la localitat de Hagendorf, a Waidhaus, dins el districte de Neustadt an der Waldnaab (Baviera, Alemanya), on es troba en forma d'esprais i cúmuls de cristalls en forma de varetes entrellaçades. Aquest indret és l'únic a tot el planeta on ha estat descrita aquesta espècie mineral.